# Csaba Kesjár

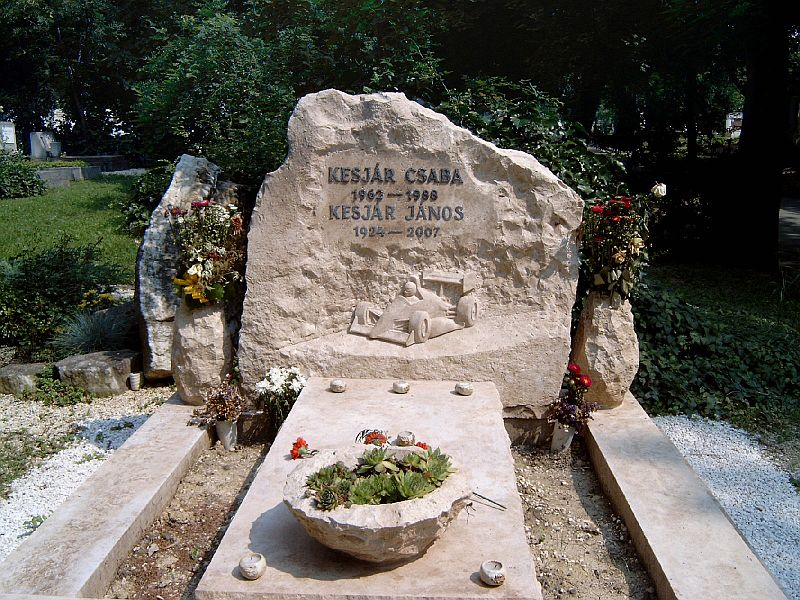
Grób Csaby i Jánosa Kesjárów

Csaba Kesjár (ur. 9 lutego 1962 w Budapeszcie, zm. 24 czerwca 1988 w Norymberdze) – węgierski kierowca wyścigowy.

## Życiorys
Jego ojciec János ścigał się motocyklami, a dziadek motorówkami. Ukończył studia na Uniwersytecie Technologicznym w Budapeszcie, uzyskując tytuł inżyniera. W latach 1977–1981 startował w kartingu, wygrywając krajowe mistrzostwa w 1980 i 1981 roku. W 1982 zaczął startować w wyścigach samochodów jednomiejscowych, uczestnicząc do 1985 roku w Formule Easter (w latach 1982–1985 był mistrzem tej serii). W 1986 został mistrzem w Austriackiej Formule Ford, zdobył także tytuł na Węgrzech w wyścigach górskich. W 1987 roku zadebiutował w Niemieckiej Formule 3. Zajął wówczas 14. miejsce w klasyfikacji generalnej. Po Grand Prix Węgier Formuły 1 1987 testował Zakspeeda, stając się pierwszym Węgrem testującym samochód Formuły 1. W 1988 roku nadal ścigał się w Niemieckiej Formule 3. Podczas wyścigu na torze Norisring doszło do awarii układu hamulcowego w jego Dallarze F388 i z prędkością 200 km/h uderzył w ścianę z opon. Zmarł na miejscu.

## Upamiętnienie
Od 1992 roku jego imię nosi jedna ze szkół w Budaörs. Gjon Delhusa nagrał ku jego pamięci piosenkę „Gyertyák a síron”.

## Wyniki
| Legenda oznaczeń w tabelach wyników Wyświetl szablon na nowej stronie | Legenda oznaczeń w tabelach wyników Wyświetl szablon na nowej stronie                                                                     |
| Oznaczenie                                                            | Wyjaśnienie |
| --------------------------------------------------------------------- | --- |
| Złoty                                                                 | Zwycięzca lub mistrzostwo |
| Srebrny                                                               | 2. miejsce lub wicemistrzostwo |
| Brązowy                                                               | 3. miejsce lub II wicemistrzostwo |
| Zielony                                                               | Ukończył, punktował (w klasyfikacji generalnej, gdy zdobył co najmniej jeden punkt na przestrzeni sezonu, poza trzema powyższymi opcjami) |
| Niebieski                                                             | Ukończył, nie punktował (w klasyfikacji generalnej, gdy nie zdobył co najmniej jednego punktu na przestrzeni sezonu)                      |
| Czerwony                                                              | Nie zakwalifikował się (NZ) |
| Czerwony                                                              | Nie prekwalifikował się (NPK) |
| Różowy                                                                | Nie ukończył (NU) |
| Różowy                                                                | Niesklasyfikowany (NS) (w klasyfikacji generalnej, gdy nie został sklasyfikowany w żadnym wyścigu sezonu)                                 |
| Czarny                                                                | Zdyskwalifikowany (DK) |
| Czarny                                                                | Wykluczony (WYK/EX) |
| Biały                                                                 | Nie wystartował (NW) |
| Biały                                                                 | Kontuzjowany (K/INJ) |
| Biały                                                                 | Wyścig odwołany (OD/C) |
| Bez koloru                                                            | Został wycofany (WYC/WD) |
| Bez koloru                                                            | Nie przybył (NP/DNA) |
| Bez koloru                                                            | Nie brał udziału w treningach (NT/DNP) |
| Bez koloru                                                            | Nie został zgłoszony (–) |
| Pogrubienie                                                           | Start z pole position |
| Kursywa                                                               | Najszybsze okrążenie wyścigu |
| †                                                                     | Nie ukończył, ale jego rezultat został zaliczony ze względu na przejechanie więcej niż 90% dystansu wyścigu.                              |
| *                                                                     | Sezon w trakcie |
| 1/2/3                                                                 | Punktowana pozycja w sprincie kwalifikacyjnym                                                                                             |
| Lista systemów punktacji Formuły 1                                    | |

### Puchar Pokoju i Przyjaźni
| Rok  | Samochód | Silnik | Wyniki w poszczególnych eliminacjach | Wyniki w poszczególnych eliminacjach | Wyniki w poszczególnych eliminacjach | Wyniki w poszczególnych eliminacjach | Wyniki w poszczególnych eliminacjach | Wyniki w poszczególnych eliminacjach | Pkt. | Msc. |
| ---- | -------- | ------ | ------------------------------------ | ------------------------------------ | ------------------------------------ | ------------------------------------ | ------------------------------------ | ------------------------------------ | ---- | ---- |
| 1982 |          |        | Polska                               |                                      |                                      | Czechosłowacja                       |                                      |                                      | 63   | 24   |
| 1982 | MTX 1-06 | Łada   | -                                    | -                                    | NU                                   | 14                                   | 13                                   |                                      | 63   | 24   |
| 1983 |          |        |                                      | Czechosłowacja                       |                                      | Polska                               |                                      |                                      | 139  | 8    |
| 1983 | MTX 1-06 | Łada   | 22                                   | 17                                   | -                                    | 7                                    | 1                                    |                                      | 139  | 8    |
| 1984 |          |        | Czechosłowacja                       | Polska                               |                                      |                                      |                                      |                                      | 115  | 14   |
| 1984 | MTX 1-06 | Łada   | 9                                    | 6                                    | 5                                    | NU                                   | -                                    | NW                                   | 115  | 14   |
| 1985 |          |        | Czechosłowacja                       | Polska                               |                                      |                                      |                                      |                                      | 145  | 7    |
| 1985 | MTX 1-06 | Łada   | 13                                   | 11                                   | 7                                    | 11                                   | 6                                    |                                      | 145  | 7    |

### Niemiecka Formuła 3
| Rok  | Zespół                 | Samochód     | Silnik     | Wyniki w poszczególnych eliminacjach | Wyniki w poszczególnych eliminacjach | Wyniki w poszczególnych eliminacjach | Wyniki w poszczególnych eliminacjach | Wyniki w poszczególnych eliminacjach | Wyniki w poszczególnych eliminacjach | Wyniki w poszczególnych eliminacjach | Wyniki w poszczególnych eliminacjach | Wyniki w poszczególnych eliminacjach | Wyniki w poszczególnych eliminacjach | Wyniki w poszczególnych eliminacjach | Wyniki w poszczególnych eliminacjach | Pkt. | Msc. |
| ---- | ---------------------- | ------------ | ---------- | ------------------------------------ | ------------------------------------ | ------------------------------------ | ------------------------------------ | ------------------------------------ | ------------------------------------ | ------------------------------------ | ------------------------------------ | ------------------------------------ | ------------------------------------ | ------------------------------------ | ------------------------------------ | ---- | ---- |
| 1987 |                        |              |            |                                      |                                      | Belgia                               |                                      | Austria                              |                                      |                                      |                                      | Belgia                               |                                      |                                      |                                      | 12   | 14   |
| 1987 | Schübel Rennsport Int. | Dallara F387 | Volkswagen | 11                                   | 12                                   | 14                                   | 11                                   | 4                                    | 10                                   | 12                                   | 10                                   | -                                    |                                      |                                      |                                      | 12   | 14   |
| 1988 |                        |              |            | Belgia                               |                                      |                                      | Czechosłowacja                       |                                      |                                      |                                      |                                      | Austria                              |                                      |                                      |                                      | 33   | 19   |
| 1988 | Schübel Rennsport Int. | Dallara F388 | Volkswagen | DK                                   | 10                                   | NU                                   | 9                                    | 16                                   | 8                                    | NU                                   | -                                    | -                                    | -                                    | -                                    | -                                    | 33   | 19   |